# Caoxit
Caoxit ist ein extrem selten vorkommendes Mineral aus der Mineralklasse der „Organischen Verbindungen“. Es kristallisiert im triklinen Kristallsystem mit der chemischen Zusammensetzung Ca(C2O4) · 3H2O, ist also chemisch gesehen ein Calciumoxalat.
Caoxit entwickelt meist farblose und durchsichtige, polykristalline Sphärolithe bis etwa 0,5 mm Größe. Kleine, längliche gestreckte, tafelförmige Kristalle ähnlicher Größe sind ebenfalls bekannt. Die Strichfarbe des Minerals ist weiß und es gehört mit einer Mohshärte von 2 bis 2,5 zu den eher weichen Mineralien.

## Etymologie und Geschichte
Der Name ist ein Akronym mit zwei Bedeutungen:
- Centennial Anniversary of X-rays:

Das Akronym bezieht  sich  auf den „hundertsten Jahrestag [zur Entdeckung] der Röntgenstrahlen [durch Wilhelm Conrad Röntgen]“ im Jahre 1995. Diese Akronym ist an eine Hommage an Wilhelm Conrad Röntgen, der im Jahre 1895 die nach ihm benannten Strahlen entdeckt (englisch X-rays). Röntgenstrahlen sind in der Mineralogie ein wichtiges Hilfsmittel zur Strukturaufklärung. Die Struktur von Caoxit wurde u. a. mittels dieser Techniken im Jubiläumsjahr 1995 aufgedeckt.
- Calciumoxalat.

Erstmals entdeckt wurde Caoxit in der Grube Cerchiara (Cerchiara Mine) bei Borghetto di Vara in der italienischen Region Ligurien. Schon ein Jahr nach seiner Beschreibung durch R. Basso, G. Lucchetti, L. Zefiro und A. Palenzona wurde Caoxit im Jahre 1996 von der IMA als Mineral anerkannt (IMA 1996-012).

## Klassifikation
In der mittlerweile veralteten, aber noch gebräuchlichen 8. Auflage der Mineralsystematik nach Strunz gehörte der Caoxit zur Mineralklasse der „Organischen Verbindungen“ und dort zur Abteilung der „Salze organischer Säuren“, wo er zusammen mit Coskrenit-(Ce), Glushinskit, Humboldtin, Levinsonit-(Y), Lindbergit, Minguzzit, Moolooit, Natroxalat, Novgorodovait, Oxammit, Stepanovit, Weddellit, Wheatleyit, Whewellit, Zhemchuzhnikovit und Zugshunstit-(Ce) die eigenständige „Gruppe der Oxalate“ mit der System-Nr. IX/A.01 bildete.
Die seit 2001 gültige und von der International Mineralogical Association (IMA) verwendete 9. Auflage der Strunz'schen Mineralsystematik ordnet den Caoxit ebenfalls in die Klasse der „Organischen Verbindungen“ und dort in die Abteilung der „Salze von organischen Säuren“ ein. Diese Abteilung ist allerdings weiter unterteilt nach der Art der salzbildenden Säure, so dass das Mineral entsprechend seiner Zusammensetzung in der Unterabteilung „Oxalate“ zu finden ist, wo es als einziges Mitglied die unbenannte Gruppe 10.AB.50 bildet.
Auch die Systematik der Minerale nach Dana ordnet den Caoxit in die Klasse der „Organische Minerale“ und dort in die gleichnamige Abteilung ein. Hier ist er mit  Weddellit in der unbenannten Gruppe 50.01.02 innerhalb der Unterabteilung „Salze organischer Säuren (Oxalate)“ zu finden.

## Bildung und Fundorte
Auch wenn es sich bei Caoxit um das Salz einer organischen Säure handelt, so müssen bei der Bildung keine biologischen Prozesse beteiligt sein. Caoxit bildet sich ähnlich wie Whewellit als extrem selten vorkommendes Primärmineral in hydrothermalen Lagerstätten. Hier insbesondere in Klüften und Gängen von mangan- und bariumreichen, metamorphen Ophiolithen, wobei es in der Regel in kleinen millimeterstarken Rissen zu finden ist. Begleitmineralien sind unter anderem Quarz, Baryt und Manganoxide.
Einzig bisher bekannter Fundort ist die:
- Cerchiara Mine, Faggiona, (Val di Vara, Ligurien)/Italien

Das entsprechende Typmaterial wird von der Universität Genua verwahrt.
Weiterhin ist Caoxit neben Whewellit und Weddellit ein Bestandteil von Nierensteinen.

## Kristallstruktur
Caoxit kristallisiert triklin in der Raumgruppe P1 (Raumgruppen-Nr. 2) mit den Gitterparametern a = 6,10 Å; b = 7,14 Å; c = 8,43 Å; α = 76,5°; β = 70,3° und γ = 70,7° sowie zwei Formeleinheiten pro Elementarzelle.
Von Weddellit und Whewellit unterscheidet sich Caoxit zum einen in seiner Kristallstruktur und zum anderen durch den Gehalt an Kristallwasser. Im Gegensatz zu anderen kristallwasserhaltigen Mineralreihen gibt es hier keine Hinweise darauf, dass sich Caoxit schrittweise über Weddellit in Whewellit umwandelt.